# Qianlingula jiafu
Espèce
Qianlingula jiafu est une espèce d'araignées aranéomorphes de la famille des Pisauridae.

## Distribution
Cette espèce est endémique du Hunan en Chine,. Elle se rencontre dans la préfecture de Zhangjiajie.

## Description
Les femelles mesurent de 11,88 à 12,50 mm.

## Étymologie
Cette espèce est nommée en l'honneur de Jia-fu Wang.

## Publication originale
- Zhang, Zhu & Song, 2004 : A review of the Chinese nursery-web spiders (Araneae, Pisauridae). Journal of Arachnology, vol. 32, no 3, p. 353-417 (texte intégral).